# 귀신들린 성
귀신들린 성(Schlob Vogeloed, Vogelod Castle)은 독일에서 제작된 F.W. 무르나우 감독의 1921년 영화이다. 에리히 포머 등이 제작에 참여하였다.

## 출연
- 아놀드 코프
- 폴 하트먼

## 제작진
- 미술: 허르만 웜